# Palazzo del Collegio Romano

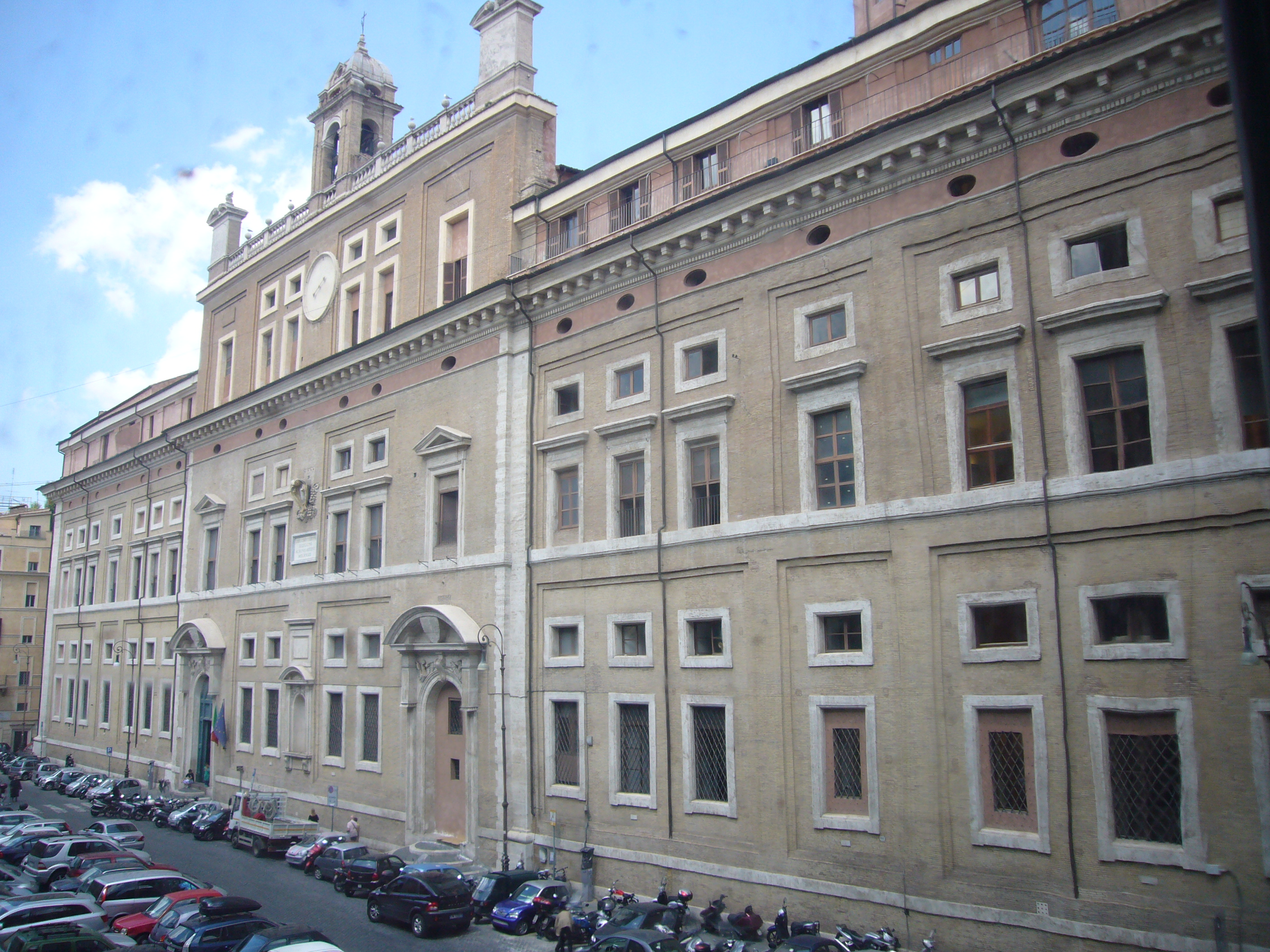
Der Palazzo del Collegio Romano

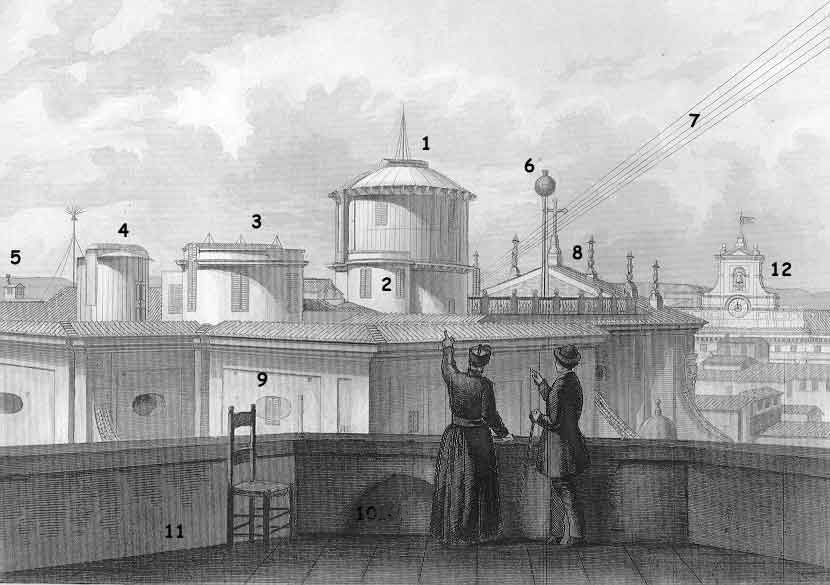
Observatorium des Collegio Romano

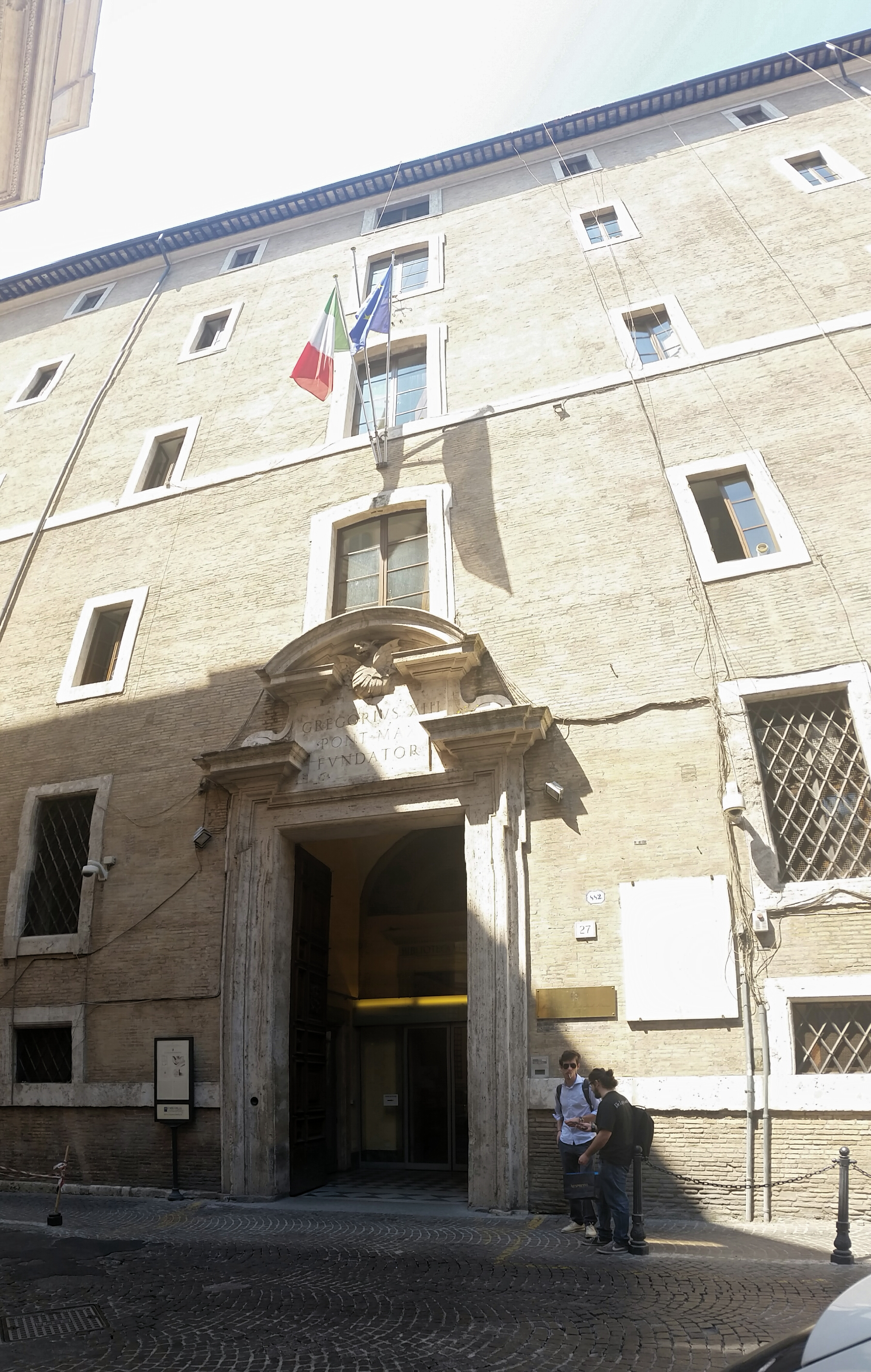
Eingang Kulturministerium

Der Palazzo del Collegio Romano ist ein monumentales Bauwerk in der Innenstadt von Rom (Rione Pigna). Der Palazzo entstand ab 1582 für das Collegio Romano, eine Jesuitenschule, aus der nach dem Ende des Kirchenstaates (1870) die Päpstliche Universität Gregoriana und das Istituto Massimiliano Massimo hervorgingen. Heute befinden sich in dem Palast der erste Dienstsitz des italienischen Kultusministeriums, ein staatliches Gymnasium und eine Außenstelle einer staatlichen Bibliothek für Archäologie und Kunstgeschichte. Zu dem Gebäudekomplex gehört auch die Kirche Sant’Ignazio di Loyola in Campo Marzio.

## Geschichte
1534 gründete Ignatius von Loyola den Jesuitenorden. Mit einem 1549 in Messina eröffneten Jesuitenkolleg begann der Orden sein bis heute andauerndes Engagement im Schulwesen. Wegen des Mangels an öffentlichen Schulen in Rom und zur Ausbildung angehender Ordensleute und Kleriker wurde am 18. Februar 1551 das Collegio Romano gegründet. Die zunächst sehr kleine Schule an der heutigen Via dell’Aracoeli hatte bald einen enormen Zulauf, weswegen sie in den folgenden Jahren mehrmals umziehen musste. Die Zeit der Provisorien konnte dank der Unterstützung von Papst Gregor XIII. mit dem Bau des Palazzo del Collegio Romano beendet werden. Das Collegio Romano, das alle Schulstufen bis zur Hochschule umfasste, konnte den Betrieb im neuen Gebäude am 28. Oktober 1584 aufnehmen.
Der heutige Gebäudekomplex zwischen der Piazza Sant’Ignazio und der Via del Caravita im Norden, der Via del Collegio Romano im Osten, der Piazza del Collegio Romano im Süden und der Via di Sant’Ignazio im Westen entstand erst im Lauf der Zeit. Der ursprüngliche Teil im Osten und Norden wurde unter der Leitung des Architekten und Jesuiten Giuseppe Valeriano und wohl auch des Baumeisters Bartolomeo Ammanati geplant und von 1582 bis 1584 errichtet. Die übrigen Teile des Komplexes im Süden und Westen und die Kirche Sant’Ignazio entstanden erst in der zweiten Hälfte des 17. Jahrhunderts. Für den Ausbau musste unter anderem eine ältere Kirche (Chiesa dell’Annunziata) weichen.
Der Bau von Sant’Ignazio erforderte auch dem Umbau der Bibliotheca Maior (oder Bibliotheca Secreta), der größten der fünf Bibliotheken des Jesuitenkollegs. Für die Bibliothek baute man die sogenannte Crociera, einen großen kreuzförmigen Saal. Aus der Bibliotheca Maior entstand zwischen 1873 und 1876 die römische Nationalbibliothek, die durch einen Übergang mit der benachbarten Biblioteca Casanatense verbunden wurde. Die Nationalbibliothek zog 1975 in ein Gebäude am Castro Pretorio. Seit 1989 wird die Crociera von der Biblioteca di Archeologia e Storia dell’Arte genutzt, die ihren Hauptsitz im Palazzo Venezia hat.
Das Collegio Romano war nicht nur wegen der hervorragenden Qualität der Lehre bekannt, sondern auch wegen der Forschung in verschiedenen Wissenschaften. In diesem Zusammenhang ist besonders das Museum Kircherianum zu nennen, eine barocke Wunderkammer, die von dem Universalgelehrten Athanasius Kircher in einem Seitentrakt des Palazzos eingerichtet wurde. Im Zug der Aufhebung des Jesuitenordens im Jahr 1773 musste die Raritätensammlung bis auf die naturwissenschaftlichen, ethnographischen und archäologischen Teile abgegeben werden. Letztere gingen bis 1915 an verschiedene staatliche italienische Museen. Das Museo Nazionale Preistorico Etnografico „Luigi Pigorini“ verließ den Palazzo del Collegio Romano zwischen 1962 und 1977.
Für den Lehrstuhl für Astronomie, den am Collegio Romano einst der deutsche Jesuitenpater Christophorus Clavius innehatte, ließ Giuseppe Calandrelli 1787 auf dem Palazzo eine kleine Sternwarte errichten (Torre Calandrelli), zu der 1855 unter Angelo Secchi zwei weitere kleine Türme kamen. Das Observatorium war unter den Römern dafür bekannt, die genaue Uhrzeit zu bestimmen. Nach der Uhr auf der südlichen Hauptfassade des Palazzos richtete man sich allgemein aus. Aus dem Observatorium ging im Jahr 1876 der heutige Wetterdienst der italienischen Luftwaffe hervor.
Im Zug der Eingliederung des Kirchenstaates in das Königreich Italien wurde der Palazzo del Collegio Romano von der italienischen Regierung beschlagnahmt. Das Collegio Romano musste ausziehen. Die Hochschulsektion kam in den benachbarten Palazzo Gabrielli-Borromeo in der Via del Seminario, wo sie 1873 zur Päpstlichen Universität Gregoriana erhoben wurde. Seit 1930 befindet sie sich an der Piazza della Pilotta, wo man gegenüber dem Päpstlichen Bibelinstitut für die Universität ein neues Gebäude errichten ließ. Die Grundschul- und Gymnasialsektion des Collegio Romano wurde 1870 aufgelöst, entstand dann aber 1879 unter dem Namen Istituto Massimiliano Massimo wieder. Der Palazzo del Collegio Romano diente Ende 1870, Anfang 1871 als Kaserne, dann richtete man dort das staatliche humanistische Gymnasium Liceo Ginnasio Ennio Quirino Visconti ein. Die Kirche betrachtete dies als Usurpation; die Spannungen endeten letztlich erst 1929 mit den Lateranverträgen. Nichtsdestotrotz erhielt am Liceo Visconti der spätere Papst Pius XII. seine Schulausbildung. Das staatliche Gymnasium besteht im Palazzo del Collegio Romano bis heute.
Nachdem das prähistorische und ethnographische Museum und die Nationalbibliothek den Palazzo verlassen hatten, zog dort 1975 das gerade gegründete Ministerium für Kulturgüter mit seinem ersten Minister Giovanni Spadolini ein. Es richtete dort auch eine Fachbibliothek für die Bedürfnisse des Ministeriums ein. Öffentlich zugänglich ist heute nur die bereits erwähnte Biblioteca di Archeologia e di Storia dell’Arte.